# USAC-Saison 1964
Die USAC-Saison 1964 war die 43. Meisterschaftssaison im US-amerikanischen Formelsport. Sie begann am 22. März in Phoenix und endete am 22. November ebenfalls in Phoenix. A.J. Foyt sicherte sich seinen vierten Titel. Von 13 Rennen gewann er zehn. In den restlichen drei Rennen fiel er aus.

## Rennergebnisse
| Nr. | Datum         | Veranstaltung (Rennstrecke)                                          | Meilen | Sieger         | Siegerteam            |
| --- | ------------- | -------------------------------------------------------------------- | ------ | -------------- | --------------------- |
| 1   | 22. März      | Phoenix 100 (Phoenix International Raceway) (O)                      | 100    | A.J. Foyt      | Watson-Offenhauser    |
| 2   | 19. April     | Trenton 100 (Trenton International Speedway) (O)                     | 100    | A.J. Foyt      | Watson-Offenhauser    |
| 3   | 30. Mai       | International 500 Mile Sweepstakes (Indianapolis Motor Speedway) (O) | 500    | A.J. Foyt      | Watson-Offenhauser    |
| 4   | 07. Juni      | Rex Mays Classic (The Milwaukee Mile) (O)                            | 100    | A.J. Foyt      | Watson-Offenhauser    |
| 5   | 21. Juni      | Langhorne 100 (Langhorne Speedway) (UO)                              | 100    | A.J. Foyt      | Mesowski-Offenhauser  |
| 6   | 19. Juli      | Trenton 150 (Trenton International Speedway) (O)                     | 150    | A.J. Foyt      | Watson-Offenhauser    |
| 7   | 22. August    | Tony Bettenhausen Memorial (Illinois State Fairgrounds) (UO)         | 100    | A.J. Foyt      | Mesowski-Offenhauser  |
| 8   | 23. August    | Tony Bettenhausen 200 (The Milwaukee Mile) (O)                       | 200    | Parnelli Jones | Lotus-Ford            |
| 9   | 07. September | Ted Horn Memorial (DuQuoin State Fairgrounds) (UO)                   | 100    | A.J. Foyt      | Mesowski-Offenhauser  |
| 10  | 26. September | Hoosier Hundred (Indiana State Fairgrounds) (UO)                     | 100    | A.J. Foyt      | Mesowski-Offenhauser  |
| 11  | 27. September | Trenton 200 (Trenton International Speedway) (O)                     | 200    | Parnelli Jones | Lotus-Ford            |
| 12  | 25. Oktober   | Golden State 100 (California State Fairgrounds) (UO)                 | 100    | A.J. Foyt      | Mesowski-Offenhauser  |
| 13  | 22. November  | Bobby Ball Memorial (Phoenix International Raceway) (O)              | 200    | Lloyd Ruby     | Halibrand-Offenhauser |

- Erklärung: O: Oval, UO: unbefestigtes Oval

## Fahrer-Meisterschaft (Top 10)
| 1. | A.J. Foyt      | 2900 |
| 2. | Rodger Ward    | 2128 |
| 3. | Lloyd Ruby     | 1752 |
| 4. | Don Branson    | 1700 |
| 5. | Bud Tingelstad | 1640 |

| 6.  | Parnelli Jones | 840 |
| 7.  | Bobby Marshman | 867 |
| 8.  | Norm Hall      | 677 |
| 9.  | Johnny White   | 630 |
| 10. | Bob Harkey     | 560 |